# Данюки
Данюки (укр. Данюки) — село в Хмельницком районе Хмельницкой области Украины.
Население по переписи 2001 года составляло 224 человека. Почтовый индекс — 31333. Телефонный код — 3822. Занимает площадь 1,26 км². Код КОАТУУ — 6825089002.
В селе родился Герой Советского Союза Дмитрий Казак.

## Местный совет
31333, Хмельницкая обл., Хмельницкий р-н, с. Чабаны, ул. Кооперативная, 3

## Известные уроженцы
- Казак, Дмитрий Васильевич (1907—1943) — Герой Советского Союза, полковник.